# The Pandora Directive
The Pandora Directive är ett datorspel till MS-DOS som utvecklades av Access Software och släpptes 1996.

## Spelupplägg
Det är det fjärde spelet i spelserien Tex Murphy.
Spelet är det andra i serien där spelaren styr huvudpersonen i 3D-miljöer i förstapersonsperspektiv. Man söker efter ledtrådar, löser pussel och pratar med karaktärer där spelaren har alternativ i form av dialogträd. Spelet har alternativa slut och består delvis av videosekvenser.

## Handling
Spelet utspelas i San Francisco 2043 efter tredje världskriget har många städer återuppbyggts, San Francisco heter numera New San Francisco, vissa delar av den ursprungliga staden heter Old San Francisco. Invånarna är uppdelade i grupper, invånarna som blev utsatta av strålning är mutanter medan invånarna som inte är mutanter kallas "Norms". Huvudpersonen Tex Murphy är en norm som bor i en stadsdel med mutanter.
I The Pandora Directive har Tex (Chris Jones) efter ha råkat förolämpat sitt kärleksintresse Chelsee Bando blivit anlitad av Gordon Fitzpatrick (Kevin McCarthy) som letar efter sin försvunne vän Thomas Malloy (John Agar).

## Novell
En novell av spelet gavs ut 1995 och skrevs av Aaron Conners.